# Hypercalciëmie
Een hypercalciëmie is een te hoog calciumgehalte in het bloed (Griekse 'hyper' betekent 'boven' of 'veel'). Een normaal calciumgehalte in het bloed bevindt zich tussen de 2,10-2,55 mmol/l Alles boven deze normale waarden wordt hypercalciëmie genoemd. Alles lager dan deze waarden wordt een hypocalciëmie genoemd.
Calcium is nodig voor de opbouw en het onderhoud van de botten en de tanden, bij de werking van zenuwen en spieren (spiercontractie), bij de bloedstolling en bij het transport van stoffen in de lichaamscellen.

## Oorzaken
- Te actieve bijschildklieren, bijvoorbeeld door een adenoom
- Te veel actieve vitamine D (calcitriol), bijvoorbeeld bij te veel inname van vitamine D
- Een te hoge botaanmaak en -afbraak, bijvoorbeeld bij een teveel aan schildklierhormoon (hyperthyroïdie)
- Uitzaaiingen van tumoren in de botten (botmetastasen)
- Hematologische tumoren (lymfoom, multiple myeloom, leukemie)[2]

## Aanbevolen hoeveelheid
De aanbevolen dagelijkse hoeveelheid inname van calcium per dag ligt tussen de 800 mg en 1200 mg per dag. Vanaf de geboorte tot en met het tiende levensjaar is de aanbevolen hoeveelheid calcium 300 tot 800 mg per dag. De botdichtheid is maximaal op een leeftijd van ongeveer 30 jaar. Daarna blijft deze stabiel tot ongeveer 70 jaar bij mannen en bij vrouwen tot de menopauze. Belangrijk hierbij is beweging en belasting van de botten én zonlicht.